# Fuga e sănătoasă (film)
Fuga e sănătoasă (titlul original: în franceză La Poudre d'escampette) este un film comedie-dramadică franco-italian, realizat în 1971 de regizorul Philippe de Broca, după romanul „La route au soleil” de Robert Beylen, protagoniști fiind actorii Marlène Jobert, Michel Piccoli, Michael York, Louis Velle.

## Conținut
Anul 1942, în Africa de Nord, tânăra Lorène ajută un ofițer englez (Basil) să scape de nemți, cu ajutorul unui escroc (Valentin) și al unui tunisian (Ali). Pe drumul lor, ei vor trăi o mulțime de aventuri în deșert...

## Distribuție
- Marlène Jobert – Lorène
- Michel Piccoli – Valentin
- Michael York – Basil
- Louis Velle – Paul-Émile
- Amidou – Ali
- Didi Perego – Renata
- Jean Bouise – bărbatul de pe terasă
- Gene Moyle – le major anglais
- Alan Scott – ofițerul englez de aviație
- Hans Verner – maiorul Becker
- Gaetano Cimarosa – un soldat italian
- Umberto D'Orsi – maiorul Bruzzalini
- Salvatore Ricciardella – Ambrosio
- Ugo Fangareggi – adjunctul
- Luca Sportelli – Colombani
- Leopoldo Trieste – sergentul din fort
- Luigi Bonos – un soldat italian
- Gianni de Martino – un soldat italian
- Ernesto Colli
- Tiberio Murgia – Giuseppe (nemenționat)
- Alexandre Mnouchkine – bărbatul din velo-taxi (nemenționat)
- Alain Béziers la Fosse – mitraliorul din avion